# Château de La Villaumaire
Le château de La Villaumaire est un château français, situé sur la commune de Huismes dans le Véron en Indre-et-Loire, au cœur du parc régional naturel "Loire Anjou Touraine". Il a été édifié sur des bases gallo-romaines (le vocable "Villaumaire" viendrait du latin "Villa Majoris" qui signifie "ferme principale"), principalement au XVe siècle, avec des remaniements et des rajouts au XVIIe siècle et au XIXe siècle.

## Historique
Selon Gustave de Cougny, La Villaumaire aurait été, entre le Ve  et le  VIe siècle, la demeure des gouverneurs du district du Véron pour le compte des Rois Mérovingiens. Il est en revanche établi qu'au début du Xe siècle, le domaine de Huismes fut donné par le Roi Charles le simple au chapitre de l'Église de Tours, donation confirmée en 1157 par le Roi Louis VII. En 1215, l'Archevêque de Tours, Jean de la Faye, confie la justice de la seigneurie de Huismes à un magistrat ecclésiastique portant le titre de "Maire". À cette charge était dévolu l'usage du château de La Villaumaire, lequel sera donc une possession de l’Église pendant près de cinq siècles.
Le premier propriétaire "privé" connu de ce château est Martin Péquineau, Maître de l'Artillerie Royale de Charles VII dont la Cour est basée à Chinon. En effet, il apparaît comme "seigneur de La Villaumaire" dans son contrat de mariage en date du 17 septembre 1448. Il demeure dans sa famille jusqu'en 1648.
Au XVIe siècle, Rabelais mentionne à plusieurs reprises le château de La Villaumaire. Ainsi, il conte comment Grandgousier, père de Gargantua, s'allia notamment au seigneur de La  Villaumaire pour vaincre Picrochole à la Roche Clermault. Il situe également, près La Villaumaire, la demeure de Raminagrobis, poète et devin, père de la belle Bazoche, à qui Panurge demanda de déchiffrer le mystérieux message de la sibylle de Panzoult.
En 1648, le château de La Villaumaire est acquis par Maurice d’Aubéry, fils de Benjamin d'Aubéry, ministre d’Henri IV et Louis XIII et demeure dans sa famille jusqu’en 1811. Vendu à la famille Gault de la Galmandière qui le détient de 1811 à 1821, il passe par les femmes à la famille Levesque des Varannes (1821 à 1881), laquelle transforme la façade "sud" en façade principale, (rajout des deux tours du pavillon d’entrée) et édifie, entre autres restaurations, la tour de l’horloge sur la façade "nord". Toujours, par les femmes, le château passe aux Bois de Mouzilly (1881 à 1903), qui le cèdent à Nicolas Liébault (1903 à 1923) qui rajoute les deux pavillons de la façade "ouest". Il est acquis, en 1923, par la princesse de la Trémoïlle, veuve du vicomte de la Rochefoucauld, duc d'Estrées, qui y effectue de grand travaux d'intérieur (suppression des décors "troubadours" au profit de décors XVIIe et XVIIIe siècles). Son petit-fils Charles de Rochechouart, prince de Tonnay-Charente, duc de Mortemart et de Vivonne (1908-1961), le conserve jusqu'en 1959. Il subit, alors, près de quarante ans de vicissitudes et d'abandon puis est racheté par la famille Vitali qui y a entrepris une vaste campagne de restauration; celle-ci lance un appel aux dons à partir d'octobre 2019 pour sauver le château.

## Description
Le château est composé d'un long corps de logis cantonné de tours et terminé par deux pavillons. La façade principale orientée au nord, en direction du château d'Ussé dont dépendait féodalement La Villaumaire, devint façade arrière à partir du XIXe siècle. Les communs furent rasés et aplanis, le niveau du sol surélevé. La tour de l'horloge fut édifiée. La façade sud, mieux exposée, devint alors la façade principale. En outre, le château situé à mi-pente d'une butte, bénéficiant d'une déclivité au sud, se trouvait ainsi mieux mis en valeur, cela moyennant la création d'un nouveau portail d'entrée et la réorganisation de la nouvelle façade, par l'ajout des deux tours et de l'escalier d'entrée. À la fin du XIXe siècle et au tout début du XXe siècle, l’aile ouest, qui était la plus ancienne, fut remodelée (suppression de tours) pour rajouter les deux pavillons qui encadrent la galerie du XVIIe siècle. En 1923, une nouvelle campagne de travaux transforma l'intérieur, composé de nombreuses petites pièces de style troubadour, en un ensemble de salons dans l'esprit des XVIIe et XVIIIe siècles.